# Nachal Pol
Nachal Pol (hebrejsky: נחל פול) je vádí v pahorkatině Šefela v Izraeli.
Začíná v nadmořské výšce přes 250 metrů jihozápadně od vesnice Bejt Guvrin poblíž dálnice číslo 35. Směřuje pak k severozápadu mírně zvlněnou a zčásti zalesněnou krajinou, která je zemědělsky využívána. Od jihu přijímá vádí Nachal Cafon. Na jihozápadním okraji vesnice Gal On ústí zleva do toku Nachal Guvrin.